# Скандал (филм, 1950)
„Скандал“ (на японски: 醜聞(スキャンダル), по Система на Хепбърн: Shūbun (Sukyandaru)) е японски пълнометражен игрален филм от 1950 г. на режисьора Акира Куросава, десети в неговата филмография. Сценарият на филма е втора съвместна работа на Рюдзо Кикушима и Куросава, след „Бездомното куче“. В лентата участват Тоширо Мифуне и Такаши Шимура, който за четвърти път обединяват усилия, под режисурата на именития японски кинотворец. В актьорския състав влиза и известната японска певица Йошико Ямагучи.
Творбата е критика към жълтата преса и злоупотребата със свободата на словото. В центъра на историята седи млад художник, който несправедливо е замесен в любовна авантюра с известна певица.
Куросава споделя за този свой продукт, че не е успял да предаде замисъла му на публиката и е останал неразбран за широк кръг зрители. „Скандал“ е първият филм на японския режисьор за компанията „Шочику“, предшестващ шедьовъра му от същата година „Рашомон“.

## Синопсис
Внимание:  Текстът по-долу разкрива сюжета на произведението (или части от него)!
Ичиро Аоие се запознава случайно с Мияко Саиго, докато рисува в планината. Младата певица е изпуснала автобуса си и Аоие предлага да я закара с мотора си до Каминою, където са отседнали в един и същи хотел. Прочутата певица е преследвана от папараци. Те заснемат двете известни личности на терасата в хотела, докато спокойно разговарят помежду си. Хори, въпреки несигурната информация, решава да публикува снимката в жълтото списание „Амур“. Пикантната новина за тайнствения любовник на благочестивата Саиго се разпространява скоростно. Скоро Аоие разбира за клеветата и отива в редакцията на „Амур“, за да прочете изчерпания им брой. Там той удря Хори. Художникът е решен да съди списанието. Саиго, която седи настрани от случая, за да предпази семейството си, отказва да се включи в съдебния процес, понеже не е сигурна в успеха му.
Една вечер в ателието на Аоие, докато той рисува позиращата Сумие, влиза Отокичи Хирута. Той предлага услугите си на адвокат на обвинителя. Аоие решава да му се довери. На другия ден художникът отива в дома на Хирута, където се запознава с Масако. Мъжът е силно впечатлен от момичето, което въпреки болестта си е запазило положителното си мислене и благ характер. Това кара Аоие да приеме предложението на Харута.
Скандалът се отразява благоприятно на славата на художника и Саиго. Те обаче не понасят този вид интерес. Аоие решава да закрие изложбата си, докато делото напредва. Хирута разговаря с ответника, който започва да изнудва отчаяния адвокат. Кани го на бар, от където се връща пиян. Пияният мъж се разкайва дълбоко пред Масако, за това, че е слаб и лош човек. Въпреки това Хирута продължава да се среща с Хори. Редакторът му предлага да оправят сметките си извън съда. Неочаквано обаче Саиго се включва в делото и случаят става неотложен. Хори, чрез подкупите си, държи в ръце Хирута, но все още се чувства неуверен. Свързва се с професор Катаока, който го съветва да докаже, че наистина е имало любовна връзка между двамата ищци.
Настъпват коледните празници. Аоие и Саиго устройват празненство на Масако. По време на него Хирута не издържа и изсипва хули към себе си. Побягва от дома си. Художникът го последва. Двамата се отбиват в нощен клуб, където старецът се напива от мъка.
Делото „Амур“ започва. Хирута се държи неадекватно в съда и скоро срещу него избухва масово недоволство. Масако също е разочарована от баща си. Аоие обаче още вярва, че Хирута ще се промени. Търсените свидетели на ищците се явяват – простовати селяни, присъствали на първата среща между Аоие и Саиго. Тримата мъже свидетелстват достоверно, но Катаока обръща техните показания в полза на ответника. Вечерта Масако умира, уверена в победата на Аоие. На другия ден е заключителната част от процеса. Двете страни изказват своите последни думи. Неочаквано, преди съдията да отсъди, Хирута призовава себе си за свидетел. Адвокатът показва доказателство – чек за 100 000 йени, дадени му от Хори. Старецът признава, че неадекватното му поведение в съда се дължало на подкуп от издателя. Списание „Амур“ губи делото.
След процеса Аоие споделя пред пресата, че истинския победител е Отокичи Хирута.

## Актьорски състав
| Име на актьора  | Име на персонажа (бълг. ез.) | Оригинално име на персонажа | Описание                                        |
| --------------- | ---------------------------- | --------------------------- | ----------------------------------------------- |
| Тоширо Мифуне   | Ичиро Аоие                   | 青江一郎                    | Млад и буен художник с идеалистически възгледи. |
| Йошико Ямагучи  | Мияко Саиго                  | 西条美也子                  | Известна певица на оперна поп музика.           |
| Такаши Шимура   | Отокичи Хирута               | 蛭田乙吉                    | Подкупен и нещастен адвокат.                    |
| Йоко Кацураги   | Масако                       | 蛭田正子                    | Дъщеря на Хирута, болна от туберкулоза.         |
| Норико Сенгоку  | Сумие                        | すみえ                      | Модел на Аоие.                                  |
| Сакае Одзава    | Хори                         | 堀                          | Безскрупулен издател.                           |
| Бокудзен Хидари | Пияница                      | 酔っ払いの男                | Тъжен мъж от новата година.                     |
| Кокутен Кодо    | Селянин                      | 木樵の親父A                 | Простоват, но честен мъж.                       |

## Информация за филма
Един ден Куросава, пътувайки с влак, прочита статия от широко популярните в Япония, след войната, жълти списания. Режисьорът е смаян от вулгарния характер на писанието и ядосан от фриволното използване на свободата на словото. Той решава, че срещу този „словесен гангстеризъм“ трябва незабавно да се започне борба, иначе ще е прекалено късно. Така стига до идеята на филма „Скандал“.
Японският режисьор обаче оценява своята творба като неефикасен оръжие срещу пошлостта в пресата, и въобще в обществото.
Филмовият персонаж на Такаши Шимура, адвоката Хирута, е вдъхновен от реална съществуваща личност. В началото, докато Куросава пише сценария, той не усеща това. Хирута, иначе второстепенен персонаж, извежда напред действието и засенчва по-главните действащи лица. Писането на сценария става за първи път необикновено лесно за японския творец.
Около половин година, след излизането на Скандал, докато Куросава пътува с влак по линията Инокашира, на прелеза при Камиидзуми, той неочаквано си спомня за реалния Хирута. Авторът се среща с него в близката кръчма, когато работи като асистен-режисьор в „Тохо“. Въпросният човек е около 50-годишен, пристрастен към алкохол и, подобно на персонажа от филма, има болна дъщеря, която смята за същински ангел.
Куросава забравя за този господин, до деня когато се захваща със сценария на Скандал.

## DVD издание
Филмът излиза на DVD на 20 юни 2000 г.

### Цитирани източници
1. 1 2  Куросава 1989, с. 284.
2. ↑  Куросава 1989, с. 283 – 284.
3. ↑  Куросава 1989, с. 284 – 285.
4. ↑  Куросава 1989, с. 285 – 286.
5. ↑  Scandal (Shubun) (1950) //   Rotten Tomatoes. Посетен на 7 май 2015. (на английски)